# Ministerstwo Transportu, Budownictwa i Gospodarki Morskiej
Ministerstwo Transportu, Budownictwa i Gospodarki Morskiej (MTBiGM) – dawny urząd administracji rządowej, obsługujący ministra właściwego do spraw działu administracji rządowej – budownictwo, gospodarka przestrzenna i mieszkaniowa, działu – gospodarka morska oraz działu – transport, istniejące w latach 2011–2013.
Ministerstwo zostało utworzone 21 listopada 2011, z mocą od 18 listopada 2011, w drodze przekształcenia znoszonego Ministerstwa Infrastruktury. Ministerstwo zostało zniesione w dniu 27 listopada 2013, kiedy z jego przekształcenia powstało Ministerstwo Infrastruktury i Rozwoju.

## Kierownictwo ministerstwa (stan na dzień zniesienia Ministerstwa)
- Zbigniew Rynasiewicz (PO) – sekretarz stanu od 19 czerwca 2013 roku
- Patrycja Wolińska – podsekretarz stanu od 23 listopada 2011 roku
- Maciej Jankowski – podsekretarz stanu od 23 listopada 2011 roku
- Andrzej Massel – podsekretarz stanu od 23 listopada 2011 roku
- Piotr Styczeń – podsekretarz stanu od 23 listopada 2011 roku
- Janusz Żbik – podsekretarz stanu od 23 listopada 2011 roku
- Dorota Pyć – podsekretarz stanu od 4 września 2013 roku
- Katarzyna Szarkowska – dyrektor generalny

## Struktura organizacyjna[4][5]
- Biuro Administracyjno-Finansowe
- Biuro Dyrektora Generalnego
- Biuro Ministra
- Biuro Zarządzania Kryzysowego i Ochrony Informacji Niejawnych
- Departament Gospodarki Nieruchomościami
- Departament Gospodarki Przestrzennej i Budownictwa
- Departament Mieszkalnictwa
- Departament Orzecznictwa I
- Departament Orzecznictwa II
- Departament Transportu Morskiego i Bezpieczeństwa Żeglugi
- Departament Dróg i Autostrad
- Departament Lotnictwa
- Departament Polityki Transportowej i Współpracy Międzynarodowej
- Departament Transportu Drogowego
- Departament Transportu Kolejowego
- Departament Funduszy UE
- Departament Budżetu
- Departament Kontroli
- Departament Prawny
- Gabinet Polityczny
- Sekretariat Krajowej Rady Bezpieczeństwa Ruchu Drogowego

## Organy podległe lub nadzorowane przez Ministra Transportu, Budownictwa i Gospodarki Morskiej
- Główny Inspektor Nadzoru Budowlanego;
- Generalny Dyrektor Dróg Krajowych i Autostrad;
- Prezes Urzędu Transportu Kolejowego;
- Główny Inspektor Transportu Drogowego;
- Prezes Urzędu Lotnictwa Cywilnego.

## Jednostki organizacyjne podległe lub nadzorowane przez Ministra Transportu, Budownictwa i Gospodarki Morskiej
Jednostki podległe lub nadzorowane
23.02.2012
- Polska Agencja Żeglugi Powietrznej
- Przedsiębiorstwo Państwowe „Porty Lotnicze” w Warszawie
- Transportowy Dozór Techniczny w Warszawie
- Instytut Rozwoju Miast w Krakowie
- Instytut Gospodarki Przestrzennej i Mieszkalnictwa w Warszawie
- Instytut Techniki Budowlanej w Warszawie
- Instytut Kolejnictwa w Warszawie
- Instytut Morski w Gdańsku
- Instytut Badawczy Dróg i Mostów w Warszawie
- Instytut Transportu Samochodowego w Warszawie
- Akademia Morska w Gdyni
- Akademia Morska w Szczecinie
- Izba Morska w Gdańsku z siedzibą w Gdyni
- Izba Morska w Szczecinie
- Odwoławcza Izba Morska w Gdańsku z siedzibą w Gdyni
- Urząd Morski w Gdyni
- Urząd Morski w Słupsku
- Urząd Morski w Szczecinie
- Urząd Żeglugi Śródlądowej w Bydgoszczy
- Urząd Żeglugi Śródlądowej w Gdańsku
- Urząd Żeglugi Śródlądowej w Giżycku
- Urząd Żeglugi Śródlądowej w Krakowie
- Urząd Żeglugi Śródlądowej w Kędzierzynie-Koźlu
- Urząd Żeglugi Śródlądowej w Szczecinie
- Urząd Żeglugi Śródlądowej w Warszawie
- Urząd Żeglugi Śródlądowej we Wrocławiu
- Morska Służba Poszukiwania i Ratownictwa
- Centrum Unijnych Projektów Transportowych

## Siedziby

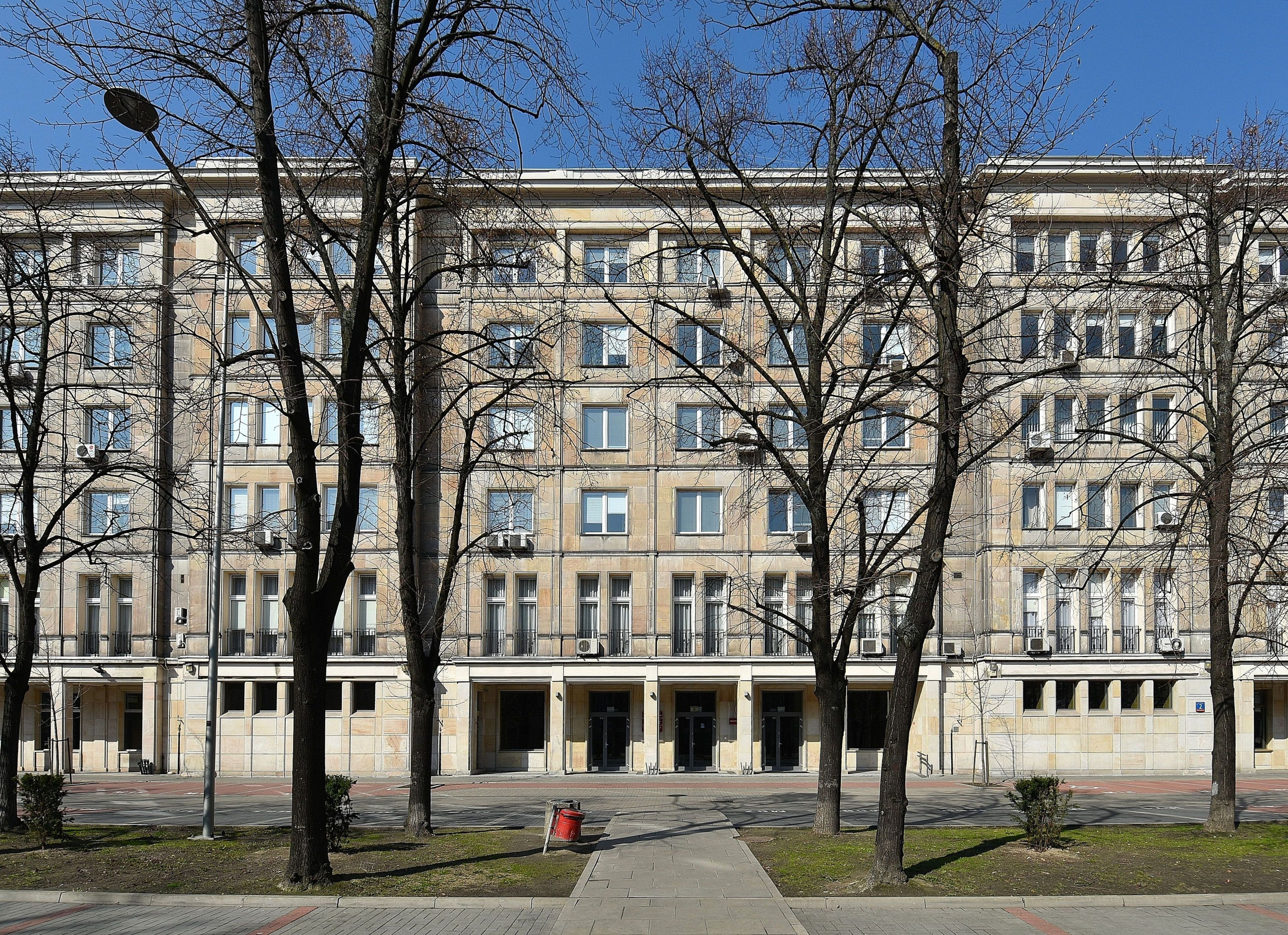
Druga siedziba ministerstwa przy ulicy Wspólnej

W latach 1918–1931 siedzibą resortu komunikacji był wybudowany w 1827 budynek mieszczący się na rogu ul. Nowy Świat 14 i al. 3 Maja (obecnie Al. Jerozolimskie), w którym wcześniej – po powstaniu listopadowym – zlokalizowana była Izba Obrachunkowa, a następnie w okresie I wojny światowej (1915–1918) niemiecka Kolej Przewozów Wojskowych, Dyrekcja Generalna Warszawa (Militäreisenbahn – Generaldirektion Warschau). W okresie lat 1947–1951 w tym miejscu powstała siedziba KC PZPR, nazywana też Domem Partii lub Białym Domem, obecnie Centrum Bankowo-Finansowe. W 1932 w większości w dotychczasowym miejscu pozostał do 1939 szereg komórek organizacyjnych resortu, przeniesiono się do wybudowanego w latach 1929–1931 dla Ministerstwa Robót Publicznych gmachu według projektu Rudolfa Świerczyńskiego przy ul. Chałubińskiego 4–6, w którym resort zmieniając niejednokrotnie swoją nazwę i kompetencje mieści się do dziś, z przerwą na okres II wojny światowej (1939–1945), w którym budynek stanowił jedno z centrum zarządzania okupacyjnej Dyrekcji Kolei Wschodnich (Ostbahn-Betriebsdirektion) (1939–1940), a następnie Dyrekcji Rejonowej Kolei Wschodnich (Ostbahn-Bezirksdirektion) (1940–1945). W dniu 5 października 1939 przy budynku przy ul. Nowy Świat planowany był przez grono osób skupionych wokół gen. Michała Karaszewicza-Tokarzewskiego, zamach na Adolfa Hitlera, który nie został zrealizowany. W latach 1948–1950 kompleks gmachów znacznie rozbudowano według projektu Bohdana Pniewskiego. Część wysokościową można uznać za pierwszy wieżowiec wybudowany w Warszawie, jak i prawdopodobnie w całym kraju po II wojnie światowej. W latach 1951–1956 na trzynastym piętrze budynku było zainstalowanych 12 nadajników zagłuszających wybrane rozgłośnie na falach krótkich. W okresie 1945–2000 z tego budynku zarządzano też Polskimi Kolejami Państwowymi. Obecnie mieszczą się tu również:
- Urząd Transportu Kolejowego
- Główna Biblioteka Komunikacyjna